# Нэстасе, Лильяна
Лильяна Нэстасе (рум. Liliana Năstase; род. 1 августа 1962, Вынжу-Маре, Мехединци), в замужестве Александру (рум. Alexandru) — румынская легкоатлетка, специалистка по многоборьям и барьерному бегу. Выступала на профессиональном уровне в 1984—2001 годах, обладательница серебряной медали чемпионата мира, чемпионка мира и Европы в помещении, победительница Всемирной Универсиады, многократная чемпионка Балкан и Румынии, действующая рекордсменка страны в семиборье и пятиборье, участница двух летних Олимпийских игр.

## Биография
Лильяна Нэстасе родилась 1 августа 1962 года в городе Вынжу-Маре, жудец Мехединци.
Впервые заявила о себе в лёгкой атлетике в сезоне 1984 года, выиграв семиборье на чемпионате Румынии в Бухаресте.
Будучи студенткой, в 1985 году представляла Румынию на Всемирной Универсиаде в Кобе — в беге на 100 метров с барьерами дошла до полуфинала, тогда как в семиборье выиграла серебряную медаль.
В 1987 году в семиборье одержала победу на Всемирной Универсиаде в Загребе, стала пятой на чемпионате мира в Риме.
На Всемирной Универсиаде 1989 года в Дуйсбурге заняла в той же дисциплине пятое место.
В 1990 году в составе румынской сборной выступала на Играх доброй воли в Сиэтле и чемпионате Европы в Сплите, в обоих случаях досрочно завершила выступление.
В 1991 году в беге на 60 метров с барьерами дошла до полуфинала на чемпионате мира в помещении в Севилье. На чемпионате мира в Токио завоевала серебряную награду в семиборье, уступив только немке Сабине Браун.
В 1992 году превзошла всех соперниц в пятиборье на чемпионате Европы в помещении в Генуе. Благодаря череде успешных выступлений удостоилась права защищать честь страны на летних Олимпийских играх в Барселоне — в барьерном беге на 100 метров остановилась на стадии четвертьфиналов, в то время как в семиборье с ныне действующим рекордом Румынии в 6619 очков стала четвёртой.
В 1993 году на домашнем турнире в Бакэу установила ныне действующий национальный рекорд в пятиборье — 4753 очка. На чемпионате мира в помещении в Торонто, где женское пятиборье было представлено в качестве демонстрационной дисциплины, показала второй результат (впоследствии в связи с допинговой дисквалификацией россиянки Ирины Беловой поднялась на первую позицию). Кроме того, в этом сезоне в беге на 100 метров с барьерами заняла третье место на Кубке Европы в Риме, стартовала на чемпионате мира в Штутгарте.
На чемпионате Европы в помещении 1994 года в Париже соревновалась в беге на 60 метров с барьерами и пятиборье, во втором случае стала четвёртой.
В 1995 году на чемпионате мира в помещении в Барселоне бежала 60 метров с барьерами, была пятой в пятиборье.
В 1996 году стала восьмой в пятиборье на чемпионате Европы в помещении в Стокгольме. Принимала участие в Олимпийских играх в Атланте — в сумме семиборья набрала 5847 очков, расположившись в итоговом протоколе соревнований на 22-й строке.
В 1997 году в барьерном беге на 100 метров финишировала пятой на Кубке Европы в Мюнхене.
В 2000 году в пятиборье заняла восьмое место на чемпионате Европы в помещении в Генте.
Завершила спортивную карьеру по окончании сезона 2001 года.
Впоследствии перешла на тренерскую работу, в частности готовила титулованную румынскую бегунью Ионелу Тырлю.